# 上村敏之
上村 敏之（うえむら としゆき、1972年 - ）は日本の経済学者。専門は財政学、公共経済学。関西学院大学経済学部教授。

## 略歴
- 1972年3月 神戸市生まれ
- 1990年3月 大阪府立北野高等学校 卒業
- 1994年3月 関西学院大学 経済学部 卒業
- 1996年3月 関西学院大学大学院 経済学研究科 博士課程前期課程 修了
- 1999年3月 関西学院大学大学院 経済学研究科 博士課程後期課程 単位取得退学
- 1999年4月～2000年3月 関西学院大学 経済学部受託研究員
- 1999年4月～2000年3月 日本学術振興会 特別研究員
- 2000年4月～2003年3月 東洋大学 経済学部 社会経済システム学科 専任講師
- 2000年10月 博士（経済学）取得
- 2003年4月～2007年3月 東洋大学 経済学部 社会経済システム学科 助教授
- 2007年4月～2008年3月 東洋大学 経済学部 社会経済システム学科 准教授
- 2008年4月～2009年3月 関西学院大学 経済学部 准教授
- 2009年4月 関西学院大学 経済学部 教授 （ - 現在）
- 2020年4月 内閣府民間資金等活用事業推進委員会委員[1]

## 書籍
- 上村敏之(2017)『レクチャー&エクササイズ経済学入門』新世社 2017年7月
- 上村敏之・足立泰美(2015)『税と社会保障負担の経済分析』日本経済評論社 2015年11月
- 上村敏之(2013)『消費増税は本当に必要なのか：借金と歳出のムダから考える日本財政』光文社新書 2013年11月
- 上村敏之(2013)『コンパクト財政学 第2版』新世社 2013年8月
- 上村敏之(2011)『公共経済学入門』新世社 2011年2月
- 上村敏之・平井小百合(2010)『空港の大問題がよくわかる』光文社新書 2010年3月
- 上村敏之(2009)『公的年金と財源の経済学』日本経済新聞出版社 2009年3月
- 上村敏之・田中宏樹編著(2008)『検証 格差拡大社会』日本経済新聞出版社 2008年9月
- 上村敏之(2007)『コンパクト 財政学』新世社 2007年11月
- 上村敏之・田中宏樹編著(2006)『「小泉改革」とは何だったのか：改革イノベーションへの次なる指針』日本評論社 2006年6月
- 中北徹・上村敏之(2005)『改訂 ビビッとわかる！ キャンパス・ライフの経済学』経済法令研究会 2005年11月
- 上村敏之(2005)『はじめて学ぶ 国と地方の財政学』日本評論社 2005年3月
- 上村敏之(2001)『財政負担の経済分析：税制改革と年金政策の評価』関西学院大学出版会 2001年8月
- 中北徹・上村敏之(2000)『ビビッとわかる！キャンパス・ライフの経済学』経済法令研究会 2000年6月

## メディア出演
- 毎日放送　VOICE　コメンテーター
- 毎日放送　ちちんぷいぷい
- 毎日放送ラジオ　MBSニュース・レーダー　コメンテーター
- 読売テレビ かんさい情報ネットten!
- 読売テレビ 情報ライブミヤネ屋
- ＮＨＫ　クローズアップ現代
- ＮＨＫ　関西熱視線
- ＮＨＫ　特報首都圏
- ＮＨＫ　おはよう東海
- FM J-WAVE TOKYO MORNING RADIO

他

## 社会的活動
- 2023年11月～2024年3月　兵庫県 分収造林事業のあり方検討会 委員
- 2023年4月～2026年3月　内閣官房 行政改革推進会議 EBPM・歳出改革有識者グループ 構成員
- 2022年8月～2025年3月　兵庫県 県政改革審議会 委員（会長）
- 2022年6月～2023年5月　神戸市 神戸空港特定運営事業等評価委員会 委員（委員長）
- 2020年4月～2026年3月　内閣府 PFI(民間資金等活用事業)推進委員会 委員
- 2016年10月～　福知山市 行政改革推進委員会 委員（委員長）
- 2015年7月～2016年6月　大阪市 PDCAサイクル推進有識者会議 委員（座長）
- 2015年5月～2017年3月　神戸市 行政経営アドバイザー
- 2015年4月～2017年3月　内閣官房 行政改革推進会議 歳出改革ワーキンググループ構成員
- 2015年3月～　奈良県 税制調査会 委員
- 2015年1月～2017年10月　大阪商工会議所 税制委員会幹事会 幹事
- 2014年7月～2017年6月　兵庫県 社会福祉審議会 臨時委員（企画専門分科会）
- 2014年6月～2017年5月　日本地方財政学会 理事
- 2014年4月～2017年3月　日本財政学会 理事
- 2014年4月～　国際公共経済学会 理事
- 2013年6月～2016年6月　PHP総研 コンサルティング・フェロー
- 2013年5月～　総務省 地方財政審議会 特別委員
- 2012年2月～2012年6月　内閣官房 国家戦略室 国家戦略会議「フロンティア分科会」委員
- 2012年2月～2012年6月　内閣官房 国家戦略室 「幸福のフロンティア部会」部会長代理
- 2010年4月～2011年5月　関西経済連合会 広域連携整備委員会「21世紀版 関西版 ポート・オーソリティ構想」研究会 主査
- 2007年4月～2009年3月　会計検査院 特別研究官
- 2007年4月～2010年3月　内閣府 経済社会総合研究所 客員主任研究員
- 2007年4月～2009年11月　政府税制調査会 専門委員
- 2006年4月～2006年9月 参議院事務局 企画調整室 客員調査員
- 2003年2月～2004年2月　内閣府 経済社会総合研究所 客員研究員

他